# California Cougars
Los California Cougars son un equipo de la Major Indoor Soccer League, la liga de fútbol sala profesional de los Estados Unidos. Tiene su sede en la ciudad de Stockton, en el estado de California, y disputa sus partidos en el Stockton Arena, un pabellón con una capacidad para 10.050 espectadores. En la temporada 2007-08, la última disputada hasta el momento, acabaron en la octava posición, no logrando clasificarse para los play-offs.

## Historia
En febrero de 2004, John Thomas, un promotor inmobiliario, adquirió los derechos de uno de los equipos de expansión de la liga profesional para la ciudad de Stockton. El equipo se denominó California Cougars porque quería representar a todo el norte del estado californiano como un equipo regional, no tan sólo local. El equipo comenzó a competir en la temporada 2005-06, tras la construcción de su estadio. En agosto de 2006 el equipo fue adquirido por los hermanos Rick y Greg Toy y su cuñado Jim Rachels.
En las tres temporadas disputadas hasta ahora por el equipo, no ha llegado a clasificarse para la fase final del campeonato.

## Trayectoria
| Año     | Liga    | Temp. Regular  | Playoffs        | Media de asistencia |
| ------- | ------- | -------------- | --------------- | ------------------- |
| 2005-06 | MISL II | 6º MISL, 10-20 | No se clasifica | 3.170               |
| 2006-07 | MISL II | 6º MISL, 7-23  | No se clasifica | 3.612               |
| 2007-08 | MISL II | 8º MISL, 11-19 | No se clasifica |                     |

## Plantilla actual

### Entrenadores
| Nombre          | Desde | Hasta |
| --------------- | ----- | ----- |
| Troy Dayack     | 2005  | 2007  |
| Bernie Lilavois | 2007  | -     |